# Джо Ворралл (арбітр)
Джозеф Бертрам Ворралл (англ. Joseph Bertram Worrall, нар. 21 жовтня 1945, Воррінгтон, Чешир) — колишній англійський футбольний арбітр, який працював на матчах англійської футбольної ліги і змаганнях ФІФА. Відомий тим, що відсудив усі три найбільші клубні фінальні змагання в Англії — національний Кубок, Кубок ліги та Суперкубок.

## Кар'єра
Ворралл розпочав суддівську кар'єру в 1964 році, у віці 19 років на регіональному рівні. Врешті-решт він перейшов до Cheshire Association Football League.
У 1973 році Джозеф став боковим арбітром Футбольної ліги, допоміжним арбітром через два роки, а через рік отримав підвищення і увійшов до списку головних арбітрів Ліги у 1976 році у віці лише тридцяти років.
Він отримав статус арбітра ФІФА в 1981 році і мав його протягом 11 років до 1991 року, коли йому довелося завершити кар'єру через вікові обмеження.
24 квітня 1988 року Ворралу довірили фінал національного змагання, коли «Лутон Таун» переміг «Арсенал» з рахунком 3:2 на «Вемблі» у фіналі Кубка Ліги. Ворралл у тому матчі за 10 хвилин до кінця матчу за рахунку 2:1 на користь «Арсеналу» призначив пенальті у ворота «Лутона», але Найджел Вінтерберн не зміг його забити. Натомість суперники змогли переломити кінцівку гри і забити два голи, здобувши таким чином трофей.
20 травня 1989 року він знову вийшов на «Вемблі», цього разі будучи головним арбітром фіналу Кубка Англії між «Ліверпулем» та «Евертоном», який «червні» виграли 3:2 у додатковий час
Ворралл був арбітром матчу кваліфікації до чемпіонату Європи 1992 року між Італією та Угорщиною на стадіоні Арекі у Салерно 1 травня 1991 року, в якому Італія перемогла 3:1.
29 квітня 1992 року відсудив перший матч фіналу Кубка УЄФА на Стадіо Делле Альпі між «Торіно» з Італії та «Аяксом» з Нідерландів. Матч закінчився внічию 2:2, але після нічиї 0:0 у другому матчі в Амстердамі «Аякс» здобув трофей.
В 1992 році був включений до списку перших арбітрів новоствореної Прем'єр-ліги. Він досяг стандартного пенсійного віку в кінці сезону 1993/94, але в результаті сильних виступів йому було надано на один рік. В результаті він завершив свою суддівську кар'єру наприкінці сезону 1994/95 років. Однак він продовжував брати участь у грі, ставши оцінювачем арбітрів та делегатом матчів.